# Ambient 23
ambient 23 és el vinté àlbum d'estudi del compositor novaiorqués Moby, publicat en Internet la matinada del 1r de gener del 2023.
El 19 de desembre del 2022, Moby anuncià en Instagram que ultimava la preparació d'un àlbum de música ambient per al cap d'any, diferent a altres discs seus d'ambient perquè «està fet quasi exclusivament amb caixes de ritmes rares i sintetitzadors antics». El músic declarà que és un àlbum fet per a ajudar a plantar cara a l'ansietat, tant a la seva pròpia com a la de qui l'escolta.

## Llista de cançons
| Núm. | Títol        | Durada  |
| ---- | ------------ | ------- |
| 1.   | «amb23 - 1»  | 8' 02"  |
| 2.   | «amb23 - 2»  | 9' 07"  |
| 3.   | «amb23 - 3»  | 5' 24"  |
| 4.   | «amb23 - 4»  | 7' 58"  |
| 5.   | «amb23 - 5»  | 8' 02"  |
| 6.   | «amb23 - 6»  | 9' 47"  |
| 7.   | «amb23 - 7»  | 6' 49"  |
| 8.   | «amb23 - 8»  | 9' 31"  |
| 9.   | «amb23 - 9»  | 10' 42" |
| 10.  | «amb23 - 10» | 10' 23" |
| 11.  | «amb23 - 11» | 10' 07" |
| 12.  | «amb23 - 12» | 10' 32" |
| 13.  | «amb23 - 13» | 8' 49"  |
| 14.  | «amb23 - 14» | 9' 04"  |
| 15.  | «amb23 - 15» | 12' 01" |
| 16.  | «amb23 - 16» | 9' 58"  |